# Monteu da Po
Monteu da Po là một đô thị và thị xã của Ý. Đô thị này thuộc tỉnh Torino trong vùng Piemonte. Monteu da Po có diện tích km2, dân số theo ước tính năm 2010 của Viện thống kê quốc gia Ý là người. 
Các đơn vị dân cư:
Đô thị Monteu da Po giáp với các đô thị: